# أرض أوز الرائعة
أرض أوز الرائعة: سجل عن المغامرات الأخرى للفزاعة والحطاب الصفيحي (بالإنجليزية: The Marvelous Land of Oz: Being an Account of the Further Adventures of the Scarecrow and the Tin Woodman) نشرت في 5 يوليو 1904، هي ثاني روايات أرض أوز للكاتب ليمان فرانك بوم وهي تتمة لقصة ساحر أوز العجيب. وقام الفنان جون نيل برسم الصور داخل الكتاب. واقتبس الكتاب إلى حلقة من برنامج شيرلي تمبل في عام 1960، وأنتج إلى فيلم كندي طويل للرسوم المتحركة والذي يحمل نفس الاسم في عام 1987. تم اقتباسه أيضا في شكل قصص مصورة عن طريق مارفل كومكس، وأصدر العدد الأول في نوفمبر 2009 وأدخلت عناصر من هذا الكتاب في فيلم العودة إلى أوز عام 1985 من إنتاج ديزني.